# Killjoy (album)
Pour les articles homonymes, voir Killjoy (homonymie).
Killjoy est le deuxième album studio du groupe rock Shihad. Lancé en mai 1995, cet album s’est classé au 4e rang de la charte du RIANZ et est le premier album du groupe à avoir reçu la certification Or en Nouvelle-Zélande avec plus de 7 500 copies vendues.

## Pistes
1. You Again
2. Gimme Gimme
3. The Call
4. Envy
5. Deb’s Night Out
6. Bitter
7. For What You Burn
8. Silvercup
9. Get Up

La version japonaise comprend également une chanson additionnelle intitulée « N.I.L. »